# トリックロープ

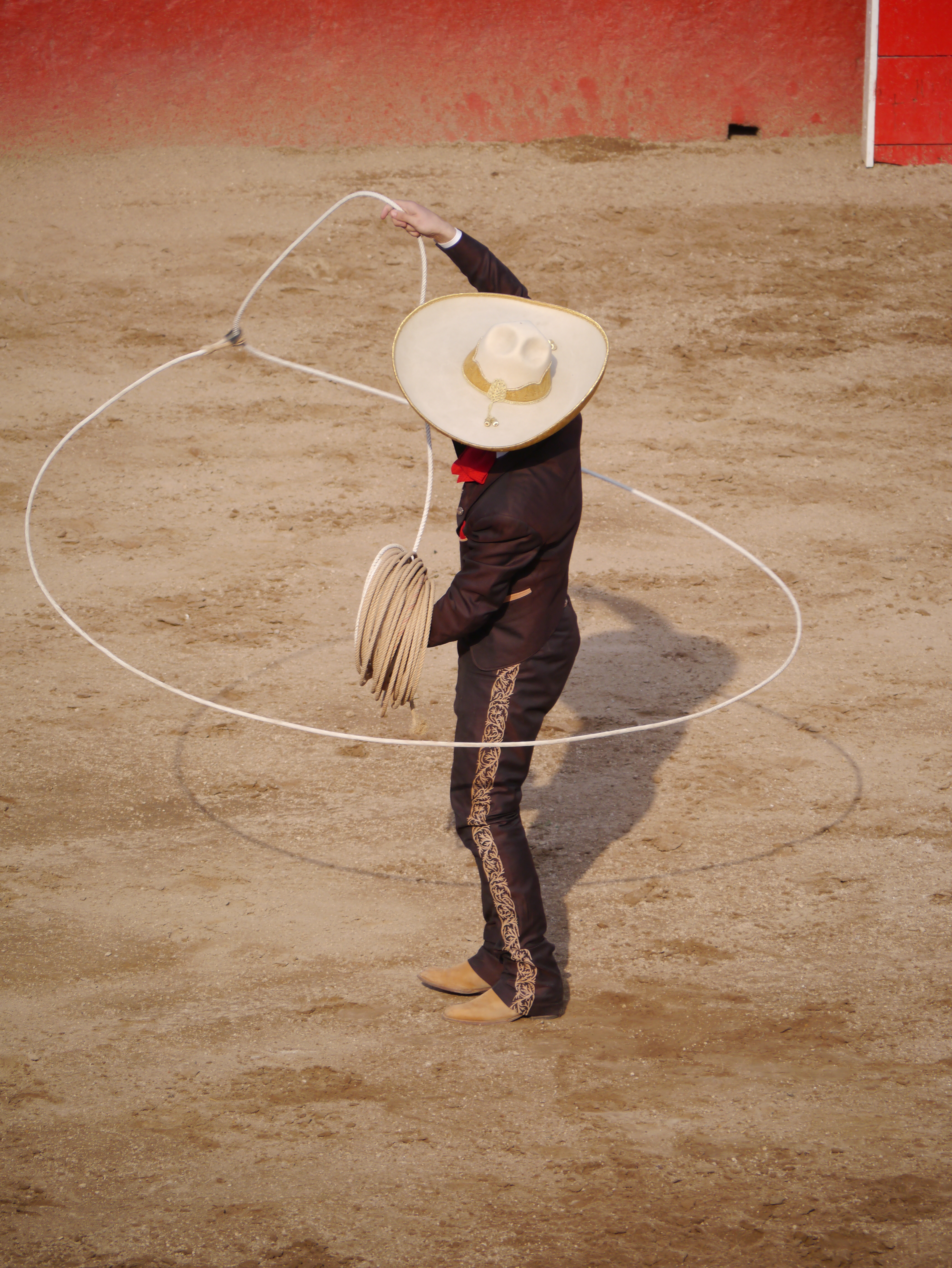
トリックロープによるパフォーマンス

トリックロープは、ジャグリングの道具の一つ。最も簡単なトリックであるフラット・ループを行うには、通常15フィート(約4.5m)程度のロープを使う。
ロープの先を折り返した小さな輪の部分をホンダ(honda)と呼び、重さやロープの滑り具合を調整するためにシンブル(止め輪)という金具を付けたり、レザー・バーナーと呼ぶ皮でできた滑り止めを付けたりする。西部劇曲芸用品。
これを振り回して空中に輪を作り、人が出入りする。ロープを回す向きによって、縦回しと水平回しに大別される。また、2本のロープを同時に使う技もある。
もとは投げ縄の技術から生まれたという。技の種類によって利用可能なロープの長さが異なる。

## 有名なローパー
- ウィル・ロジャース